# Chamchamal District
Chamchamal District är ett distrikt i Irak.   Det ligger i provinsen Sulaymaniyya, i den norra delen av landet, 230 km norr om huvudstaden Bagdad.
Följande samhällen finns i Chamchamal District:
- Jamjamāl